# Кристиан Август фон Шлезвиг-Холщайн-Зондербург-Августенбург (1798–1869)
Кристиан Карл Фридрих Август фон Шлезвиг-Холщайн-Зондербург-Августенбург (на немски: Christian Karl Friedrich August Herzog von Schleswig-Holstein-Sonderburg-Augustenburg; * 19 юли 1798, Копенхаген; † 11 март 1869, Примкенау, Силезия) от страничната линия на фамилията Олденбург, е немско-датски принц, от 1814 г. шеф на цялата фамилия и херцог на Шлезвиг-Холщайн-Зондербург-Августенбург.

## Живот
Той е големият син на херцог Фридрих Кристиан II фон Шлезвиг-Холщайн-Зондербург-Августенбург (1765 – 1814) и съпругата му принцеса Луиза Августа Датска (1771 – 1843), дъщеря на датския крал Кристиан VII (1749 – 1808) и принцеса Каролина Матилда Британска (1751 – 1775). Баща му проявява претенции за датския трон. По-малкият му брат принц Фридрих Емил Август (1800 – 1865, Бейрут) е от 1842 г. щатхалтер на Шлезвиг-Холщайн.
Кристиан следва в Женева и Хайделберг. През 1814 г. наследява баща си.
На 18 септември 1820 г. в Гиселфелд Кристиан се жени за втората си братовчедка графиня Луиза София от Данескиолд-Самсойе (* 22 септември 1796, Дания; † 11 март 1867, Примкенау), дъщеря на граф Кристиан Конрад Софус от Данескийолд-Самсойе (1774 – 1823) и Йохана Хенриета Валентина Каас (1776 – 1843).
През 1852 г. той преписва собственостите си в Шлезвиг-Холщайн на Дания, но не се отказва от наследствените си права. След това той живее в рицарското имение в Примкенау, влиза в края на май 1857 г. в пруската войска и през средата на октомври 1861 г. се издига на генерал на кавалерията. През 1863 г. той преписва херцогските си права на сина си Фридрих. На 27 септември 1865 г. той напуска армията.
Кристиан Август умира на 11 март 1869 г. в Примкенау, Силезия, на 70 години.

## Деца
Кристиан Август и Луиза София имат осем деца:
- Александер Фридрих Вилхелм Кристиан Карл Август (* 20 юли 1821, Августенбург; † 3 май 1823, Августенбург)
- Луиза Августа (* 28 август 1823, Августенбург; † 30 май 1872, Пау, Франция), неомъжена
- Фридерика Мария Луиза Августа Каролина Хенриета (* 28 август 1824; † 30 май 1872, Пау, Франция), неомъжена
- Каролина Амалия (* 15 януари 1826, Августенбург; † 3 май 1901, Кайро), неомъжена
- Вилхелмина Фридерка (* 24 март 1828, Августенбург; † 4 юли 1829, Августенбург)
- Фридрих VIII (* 6 юли 1829, дворец Августенбург, Дания; † 14 януари 1880, Визбаден) херцог, женен на 11 септември 1856 г. в Лангенбург за принцеса Аделхайд фон Хонлое-ЛАнгенбург (* 20 юли 1835, Лангенбург; † 25 януари 1900, Дрезден)
- Кристиан (* 22 януари 1831, Августенбург; † 28 октомври 1917, Лондон), принц, женен на 5 юли 1866 г. в замък Уиндзор за принцеса Хелена Великобританска (* 25 май 1846, Бъкингам палат, Лондон; † 9 юни 1923, Лондон), петото дете на кралица Виктория
- Каролина Кристиана Августа Емилия Хенриета Елизабет (* 2 август 1833, Августенбург; † 18 октомври 1917, Кил), омъжена (морг.) в Примкенау на 28 февруари 1872 г. за професор Йохан Фридрих Август фон Есмарх (* 9 януари 1823, Тьонинг; † 23 февруари 1908, Кил)

От връзката си с Луиза София Каролина Брунинг (* 1824; † 1915), съпруга на Рихард Роберт Паркинсон (1844 – 1909), той има един син:
- Рихард Хайнрих Роберт Паркинсон (* 13 ноември 1844, Августенборг; † 1909, Курадуи, Папуа Нова Гвинея), женен 1879 г. в Самоа за Фоебе Клотхилда Кое (* 5 юни 1863, Самоа; † 28 май 1944, Рабаул, Нова Гвинея)